# Курозвенцкий, Кшеслав
Кшеслав Курозвенцкий (1440—1503) — польский римско-католический и государственный деятель, канцлер великий коронный (1483—1503), епископ куявский (1494—1503).

## Биография
Представитель польского шляхетского рода Курозвенцких герба «Порай». Сын каштеляна вислицкого и старосты люблинского Кшеслава Курозвенцкого (ум. 1459) от брака с Евой Черной. Братья — канцлер великий коронный Станислав Курозвенцкий (1440—1482), подскарбий великий коронный Пётр Курозвенцкий (ум. 1499), воевода люблинский Добеслав Курозвенцкий (ум. 1494/1496) и воевода люблинский Николай Курозвенцкий (ум. 1507).
Получил образование в Краковской Академии. В 1461 году — каноник влоцлавский, с 1476 года — краковский. Был также деканом гнезненским и краковским. В 1493 году Кржеслав Курозвенкский получил сан епископа куявского. В своей епархии он провёл три синода, притеснял сторонников гусизма в своих владениях. Параллельно исполнял важные государственные функции. В 1476 году он был назначен первым секретарем польского короля Казимира Ягеллончика.
В 1483 году Кшеслав Курозвенцкий получил от короля должность канцлера великого коронного. В 1490 году ездил во главе посольства в Венгрию, чтобы поспособствовать избранию на венгерский королевский престол польского королевича Яна Ольбрахта, будучи одним из его ближайших соратников.
В 1501 году Кшеслав Курозвенцкий стал одним из крупных польских сановников, которые заставили нового короля Александра Казимировича издать Мельницкий привилий.
Он также был протектором Яна Лаского, будущего примаса Польши, который работал в его канцелярии и, в частности, был отправлен с миссией в Рим для получения епископства куявского.